# Kavaljershuset, Drottningholm

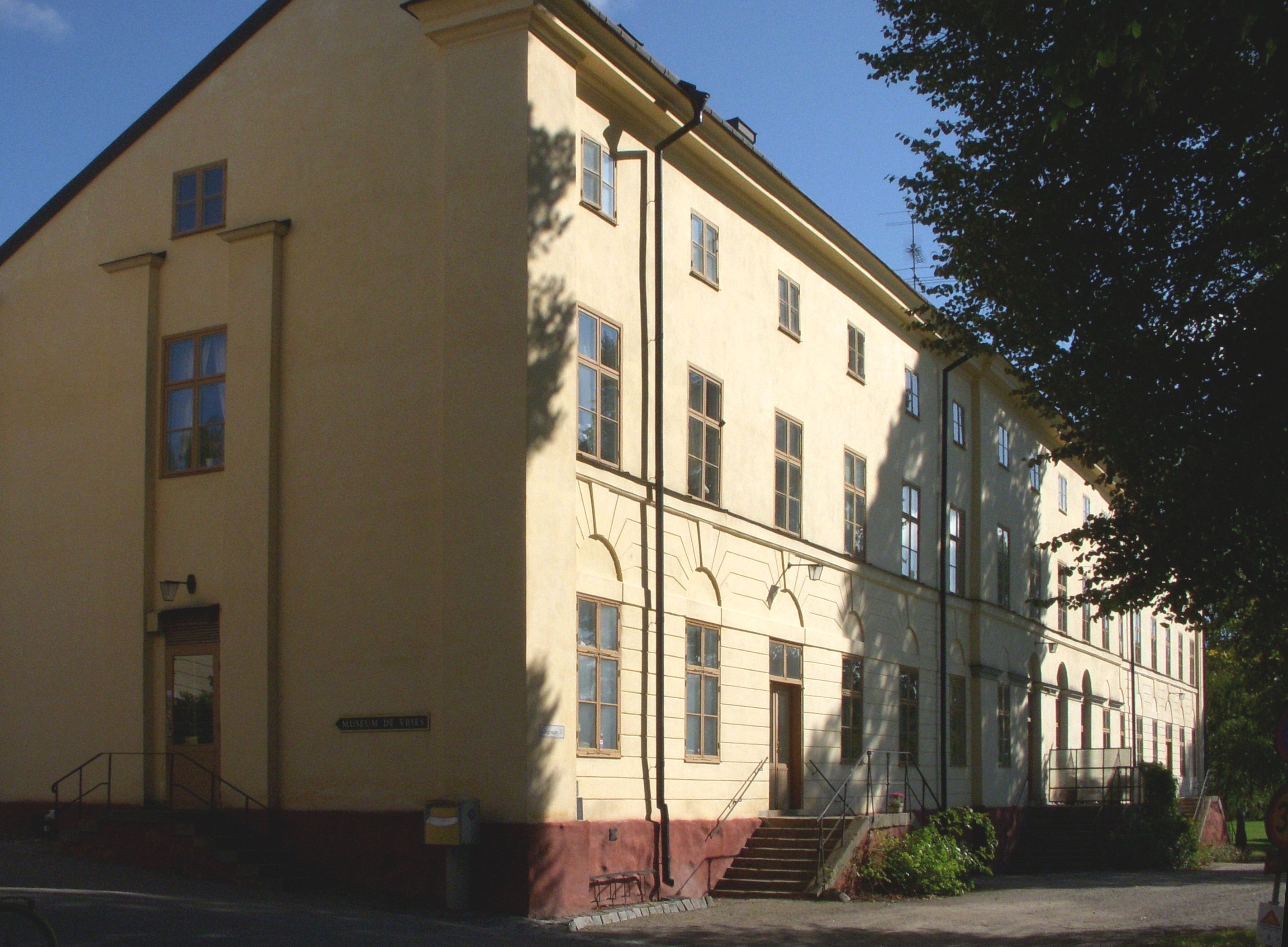
Kavaljershuset i september 2011.

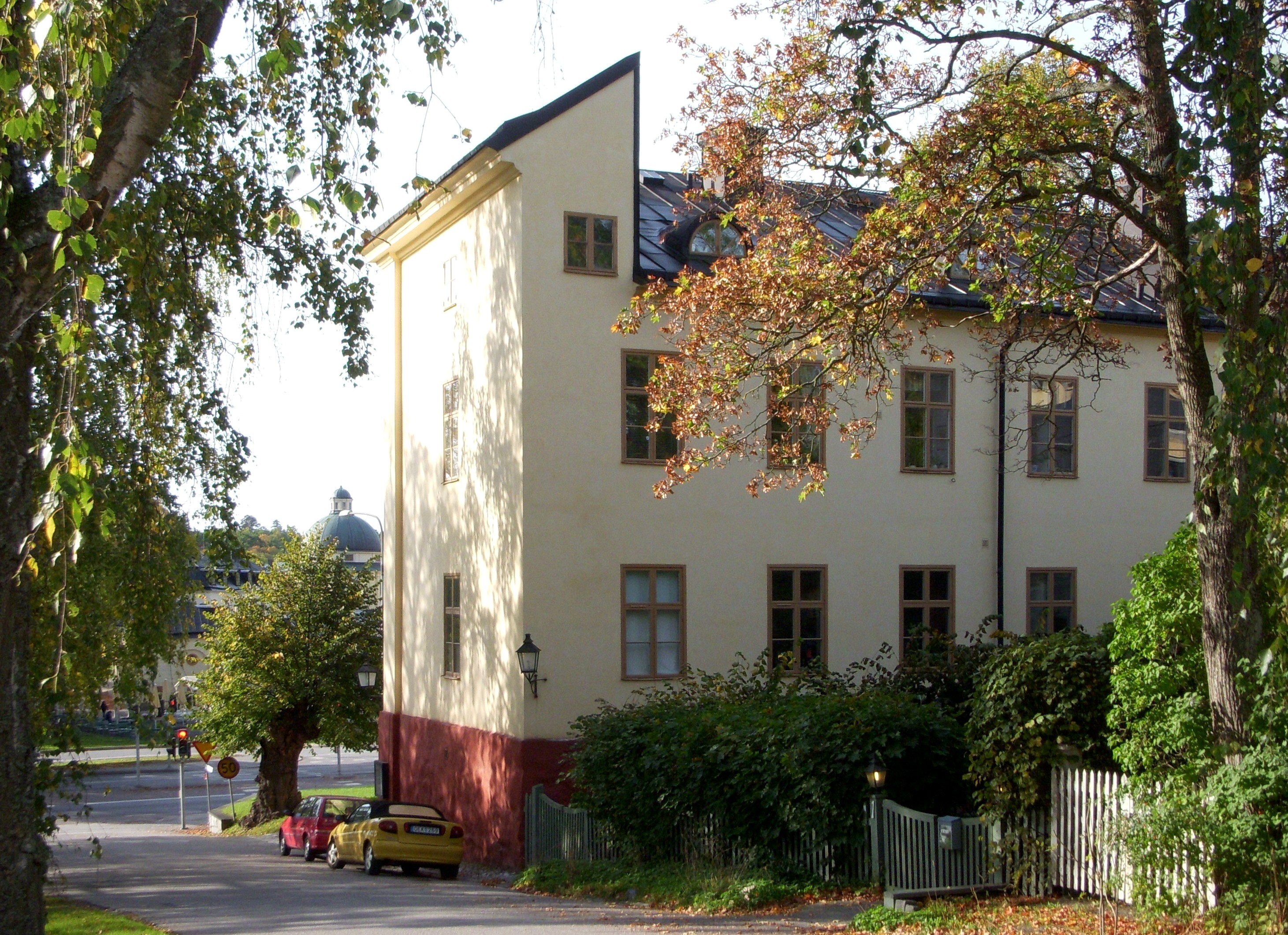
Gaveln mot öst, som förespeglar ett högre hus.

Kavaljershuset är en byggnad vid Långa raden 3 på Drottningholmsmalmen, Ekerö kommun. Till en början bodde här kungliga hovets kavaljerer, därav namnet. Byggnaden ägs och förvaltas av Statens fastighetsverk. Det är sedan 1935 ett byggnadsminne och ingår i Drottningholms världsarv.

## Historik
Om huset, som omnämns i en värdering från 1726, är identisk med dagens byggnad är osäker. Den östra delen av byggnaden är från tidigt 1700-tal eller äldre.  En tillbyggnad mot väst ägde rum omkring 1815 och längan fick då ett enhetligt utseende i klassicistisk stil. Ursprungligen var planlösningen ett centralt korridorsystem med innanför liggande rum med sovalkov. Här bodde kungliga hovets kavaljerer. Byggnaden har tre våningar åt Ekerövägen och två våningar samt en inredd vind mot gården. På Drottningholm har det funnits postkontor från 1778 till år 2000 och den längsta tiden låg det i Kavaljershuset med undantag för 1830-1858. På 1900-talet låg här även telegrafstation och telefonväxel. 
Idag innehåller huset tio hyreslägenheter samt ett företag som har sitt kontor i husets bottenplan.

### Fotnoter
1. ↑  SFV om Kavaljershuset. Arkiverad 22 december 2014 hämtat från the Wayback Machine.